# Чубарян, Эдуард Варданович
Эдуард (Эдвард) Варданович Чубарян (арм. Էդվարդ Վարդանի Չուբարյան; 5 мая 1936, Амамлу, СССР — 17 сентября 2021) — советский и армянский физик-теоретик, доктор физико-математических наук (1972), академик Академии наук Армении (1996), один из основателей армянской школы физики сверхплотных небесных тел.

## Биография
Эдуард Чубарян родился 5 мая 1936 в Спитаке. В 1953 году окончил с золотой медалью ереванскую школу № 20 и поступил на физико-математический факультет Ереванского государственного университета (ЕГУ). В 1961 году продолжил учебу в аспирантуре ЕГУ на кафедре теоретической физики. После защиты кандидатской диссертации совмещал научную и преподавательскую деятельность на кафедре теоретической физики ЕГУ. В 1972 году защитил докторскую диссертацию. В 1991—2006 годы был проректором, а с января по май 2006 года исполнял обязанности ректора ЕГУ.
Научная деятельность Эдуарда Чубаряна посвящена вопросам термодинамики вырожденного сверхплотного вещества и теории сверхплотных небесных тел. В 1970 году за работы в этой области он был удостоен премии Ленинского комсомола Армении. Эдуард Чубарян — автор более 140 научных работ, один из соавторов (совместно с Г. С. Саакяном) учебника «Квантовая механика» на русском и армянском языках, соавтор сборника задач по теоретической физике, а также сборника задач по физике для поступающих в ВУЗы.
Скончался Э. В. Чубарян 17 сентября 2021 года.